# Meclozină
Meclozina (cu denumirea comercială Emetostop), denumită și meclizină, este un antihistaminic H1 derivat de piperazină, de generația 1, fiind utilizat în tratamentul răului de mișcare și vertigo (vertijului). Calea de administrare este orală.
Molecula a fost patentată în 1951 și a fost aprobată pentru uz medical în 1953. Este disponibilă sub formă de medicament generic.

## Utilizări medicale
Meclozina este utilizată în:
- amețeli, greață , vărsături, datorate răului de mișcare (prevenire și tratament)
- reducerea  stării de confuzie, a amețelii și a pierderii echilibrului cauzate de vertij.

## Reacții adverse
Fiind un antihistaminic de generația 1, produce somnolență, fatigabilitate și cefalee.